# Magnolia lucida
Magnolia lucida là một loài thực vật có hoa trong họ Magnoliaceae. Loài này được (B.L.Chen & S.C.Yang) V.S.Kumar mô tả khoa học đầu tiên năm 2006.